# Lepanthes ciliisepala
Lepanthes ciliisepala är en orkidéart som beskrevs av Rudolf Schlechter. Lepanthes ciliisepala ingår i släktet Lepanthes och familjen orkidéer. Inga underarter finns listade i Catalogue of Life.